# Hideki Matsuyama
Hideki Matsuyama (født 1992) er en japansk golfspiller på PGA Touren.
Han blev professionel i 2013 og vandt sin første PGA Tour-sejr i juni 2014. Han vandt Masters Tournament 2021 og blev dermed den første asiat nogensinde til at vinde turneringen.
Ved sommer-OL 2020 i Tokyo, der blev afholdt i 2021, sluttede han på fjerdepladsen efter at have tabt en playoff-kamp mod seks andre spillere om bronzemedaljen.